# Selección de fútbol de Santa Helena
La selección de fútbol de Santa Elena es el equipo representativo de la isla de Santa Elena, en los Juegos de las Islas. Santa Elena no es miembro de la FIFA, de la CAF o de la UEFA, es una isla del océano Atlántico, parte del territorio británico de ultramar de Santa Elena, Ascensión y Tristán de Acuña.

## Historia
El equipo hizo su debut internacional en junio de 2019 cuando participó en el Torneo de Fútbol Inter Games 2019.

## Partidos
| Fecha               | Competición                                                   | Sede                    |              | Oponente                  | Marcador |
| ------------------- | ------------------------------------------------------------- | ----------------------- | ------------ | ------------------------- | -------- |
| 10 de junio de 2019 | Amistoso                                                      | Bangor                  | Santa Helena | Holyhead Hotspur reserves | 2–0      |
| 12 de junio de 2019 | Amistoso                                                      | Anglesey                | Santa Helena | Anglesey                  | 2–7      |
| 16 de junio de 2019 | Torneo de Fútbol Inter Games 2019                             | Bryn Du, Anglesey       | Santa Helena | Shetland                  | 1–6      |
| 18 de junio de 2019 | Torneo de Fútbol Inter Games 2019                             | Holyhead, Anglesey      | Santa Helena | Guernsey                  | 0–9      |
| 20 de junio de 2019 | Torneo de Fútbol Inter Games 2019                             | Bryn Du, Anglesey       | Santa Helena | Hébridas Exteriores       | 1-2      |
| 9 de julio de 2023  | Torneo de fútbol masculino en los Juegos de las Islas de 2023 | Saint Samsaon, Guernsey | Santa Helena | Menorca                   | 0-5      |
| 10 de julio de 2023 | Torneo de fútbol masculino en los Juegos de las Islas de 2023 | Saint Samsaon, Guernsey | Santa Helena | Gozo                      | 0-3      |
| 11 de julio de 2023 | Torneo de fútbol masculino en los Juegos de las Islas de 2023 | Saint Samsaon, Guernsey | Santa Helena | Jersey                    | 0-5      |
| 13 de julio de 2023 | Torneo de fútbol masculino en los Juegos de las Islas de 2023 | Saint Martin, Guernsey  | Santa Helena | Frøya                     | 2-4      |

## Uniformes anteriores
| Local | 2019 Local | 2019 Visita | 2023 Local | 2023 Visita |

Fuentes: